# 搞事樂園
是一部2009年的美國浪漫喜劇電影。由格雷格·莫托拉編劇和導演，主演是傑西·艾森柏格、克里斯汀·斯图尔特、瑪格麗塔·蕾薇瓦、萊恩·雷諾斯、馬丁·斯塔爾、比尔·哈德和克莉絲汀·薇格。

## 劇情
在1987年的夏天，白占士(James Brennan)(傑西·艾森柏格)剛剛從歐柏林大學的比較文學系畢業。他本打算跟朋友一起去歐洲旅行然後負笈紐約哥倫比亞大學修讀新聞學，不過由於父親被調職，將無法承擔他的旅費和學費。為了繼續升學，他只好在遊樂場「冒險樂園」內工作賺錢。在遊樂場內，他邂逅了女同事羅安美(克里斯汀·斯图尔特)。羅安美告訴他自己和後母的關係非常不好，白占士對她表示同情，二人漸生情愫。可是…

## 演員
| 演員              | 香港無綫譯名(角色原名)   | 介紹／暱稱／關係／職業                           | 香港無線電視台粵語配音 |
| 傑西·艾森柏格     | 白占士(James Brennan)    | 歐伯利大學畢業生，為了升學而在冒險樂園做暑期工。 | 曹啟謙                 |
| 克里斯汀·斯图尔特 | 羅安美(Emily "Em" Lewin) | 白占士在冒險樂園的女同事                         | 張頌欣                 |
| 萊恩·雷諾斯       | 康龍(Mike Connell)       | 冒險樂園的維修技工                               | 蘇強文                 |
| 麥特·布希         | 范(Tommy Frigo)          | 白占士的多年好友                                 | 胡家豪                 |
| 克莉絲汀·薇格     | 寶莉(Paulette)           | Bobby的太太，冒險樂園的經理                      | 朱妙蘭                 |
| 馬丁·斯塔爾       | 祖爾(Joel)               | 白占士在冒險樂園的男同事                         | 麥皓豐                 |
| 瑪格麗塔·蕾薇瓦   | 麗莎(Lisa P.)            | 白占士在冒險樂園的女同事                         | 劉惠雲                 |
| 溫蒂·馬利克       | 白太太(Mrs. Brennan)     | 白占士的母親                                     | 沈小蘭                 |
| 喬許·派斯         | 羅世義(Mr. Lewin)        | 羅安美的父親                                     | 招世亮                 |
| 比爾·哈德         | 波比(Bobby)              | 冒險樂園的副經理                                 | 雷霆                   |
| 瑪莉·比爾德松     | 芬茜(Francy)             | 羅安美的後母                                     | 謝潔貞                 |
| 傑克·吉爾平       | 白比爾(Mr. Brennan)      | 白占士的父親                                     | 潘文柏                 |

## 拍攝
《搞事樂園》是在2007年12月至2008年1月在匹茲堡, 賓夕凡尼亞州拍攝。大部份場景都是在Kennywood遊樂場內拍攝。

## 發行
電影在2009年的圣丹斯电影节舉行首映。 之後在2009年4月3日全國上映。電影也在2009年的愛丁堡國際電影節上映。

### 評價
《搞事樂園》普遍獲得相當正面的評價。在爛番茄評價統計網站上獲得了89%的新鮮度數。
Metacritic 給予電影合計76分，來自34位獲選的評論人。

### 票房
第一週，《搞事樂園》在1,862間戲院上映，票房收入是$5百7十萬美元，排名第六位。第二週雖然多了14間映院加入放映，但是《搞事樂園》的票房反而只有$3百4十萬美元，下跌至第九位。電影最後在2009年5月28日在美國落畫，票房總收入為$16,044,025。國際票房收入則為$17,164,377。

### 提名和獎項
電影獲提名哥譚獎的 "Best Ensemble Cast"獎項。
《搞事樂園》是High Times雜誌的2009年Stoner Movie of the Year Award得獎者。克里斯汀·斯圖爾特也因為此片的原因，獲得了High Times' 2009 Stonette of the Year Award。
在青少年选择奖中，傑西·艾森柏格憑本片及《屍樂園》獲提名Favorite Male Breakthrough Performance。

### 家庭媒體
電影在2009年8月25日以DVD和藍光光碟形式在Miramax.com發售。

## 電影音樂
電影總共獲得了41首歌曲的使用權。原聲碟內有14首歌曲並在2009年4月1日發行。歌曲大部份來自80年代，以配合電影背景。
男主角在電影內多次提及盧·里德，他的偶像。

## 外部連結
- 官方网站
- (HD)官方預告片
- 互联网电影数据库（IMDb）上《Adventureland》的资料（英文）
- Box Office Mojo上《Adventureland》的資料（英文）
- 爛番茄上《Adventureland》的資料（英文）